# Szabó József (zongorista)
Szabó József (Budapest, 1925. május 18. – Budapest, 1965. január 6.) magyar dzsesszzongorista, zeneszerző.

## Élete és pályafutása
Muzikális szüleitől örökölte tehetségét. A szabómester édesapja jól hegedült, édesanyja szépen énekelt.
A Nyár utcai általános iskolába járt, a Vörösmarty Gimnáziumban érettségizett 1943-ban. Zenei tanulmányait a Dohány utcai polgári iskola zeneiskolában kezdte el tízéves korában, ahol három évig, 1935 és 1939 között tanult. Szüleitől egy Stingl zongorát kapott ekkor. Ez időben a Nemzeti Torna Egylet rendezvényein alkalmanként 3 pengőért zongorázott. A Budapest Székesfővárosi Felsőbb Zeneiskolát 1941-ben fejezte be.
Folyamatosan orgonált templomi esküvőkön is, melyek után az akkori idők népszerű sztenderdjeit játszotta a vendégek nagy örömére. 1943-tól a Fodor Zeneiskolában Solymossy Lajostól (Lulu) szórakoztató zenejátékot tanult. Cziffra Györggyel gyakran konzultált, és nem egyszer játszottak együtt két zongorán. A második világháború után Gyöngyösön a szovjet tisztek számára zongorázott, mint ugyanakkor Sopronban Cziffra ugyanúgy.
1946-ban robbant be Budapest éjszakai életébe (Sanghai, Japán kávéház, Anna presszó, Jereván, Bristol, Savoy bár, Bonbon eszpresszó stb.). 1956-ban Solymossy Lulut (akivel korábban két zongorával is felléptek) váltotta a Bristol bárban. Ekkor született meg a Szabó–Beamter-duó is.
1958 és 1962 között megjelent néhány hanglemez is, melyeken együtt játszott a kor számos kiválóságával, így többek között Pege Aladárral is. 1960-ban a BBC-ben játszott a „Hogyan szórakozik Budapest” című műsorban Beamterrel és Pegével. Szabó József keresett zongorista volt. Gyakran hívták különböző együttesek, mivel bármit bármilyen hangnemben el tudott játszani, akár volt kotta, akár nem.

## Emlékezete
- Alakja felbukkan (említés szintjén) Kondor Vilmos magyar író Budapest novemberben című bűnügyi regényében.